# National Basketball League 2008-2009
La National League Basketball 2008-2009 è stata la 31ª edizione della National Basketball League, la massima lega di basket australiana.

## Squadre partecipanti
- Adelaide 36ers
- Cairns Taipans
- Gold Coast Blaze
- Illawarra Hawks
- Melbourne United
- N.Z. Breakers
- Perth Wildcats
- South Dragons
- Sydney Spirit
- Townsv. Crocodiles

## Regular Season

### Classifica
|     | Squadra            | G  | V  | P  | PF    | PS    |
| --- | ------------------ | -- | -- | -- | ----- | ----- |
| 1.  | Sydney Kings       | 30 | 22 | 8  | 2.968 | 2.692 |
| 2.  | Melbourne United   | 30 | 20 | 10 | 3.030 | 2.846 |
| 3.  | N.Z. Breakers      | 30 | 18 | 12 | 3.087 | 2.910 |
| 4.  | Perth Wildcats     | 30 | 17 | 13 | 2.880 | 2.822 |
| 5.  | Townsv. Crocodiles | 30 | 17 | 13 | 2.956 | 2.978 |
| 6.  | Adelaide 36ers     | 30 | 15 | 15 | 2.956 | 2.929 |
| 7.  | Illawarra Hawks    | 30 | 11 | 19 | 2.924 | 3.077 |
| 8.  | Sydney Spirit      | 30 | 11 | 19 | 2.823 | 2.987 |
| 9.  | Cairns Taipans     | 30 | 11 | 19 | 2.589 | 2.767 |
| 10. | Gold Coast Blaze   | 30 | 8  | 22 | 2.927 | 3.132 |

## Playoffs

### Perth - Townsville
| Perth 18 febbraio 2009 | Perth Wildcats | 96 – 103 | Townsv. Crocodiles | Challenge Stadium (4.300 spett.) |

### New Zealand - Adelaide
| Auckland 19 febbraio 2009 | N.Z. Breakers | 131 – 101 | Adelaide 36ers | North Shore Events Centre (4.000 spett.) |

### South - Townsville

#### Gara 1
| Melbourne 24 febbraio 2009 | South Dragons | 94 – 81 | Townsv. Crocodiles | Hisense Arena (3.613 spett.) |

#### Gara 2
| Townsville 26 febbraio 2009 | Townsv. Crocodiles | 82 – 77 | South Dragons | Townsville Entertainment Centre (4.505 spett.) |

#### Gara 3
| Melbourne 28 febbraio 2009 | South Dragons | 101 – 78 | Townsv. Crocodiles | Hisense Arena (3.007 spett.) |

### Melbourne - New Zealand

#### Gara 1
| Melbourne 25 febbraio 2009 | Melbourne United | 117 – 99 | N.Z. Breakers | State Netball and Hockey Centre (2.998 spett.) |

#### Gara 2
| Auckland 27 febbraio 2009 | N.Z. Breakers | 97 – 103 | Melbourne United | North Shore Events Centre (4.500 spett.) |

### Finale

#### Gara 1
| Melbourne 4 marzo 2009 | South Dragons | 93 – 81 | Melbourne United | Hisense Arena (4.211 spett.) |

#### Gara 2
| Melbourne 6 marzo 2009 | Melbourne United | 88 – 83 | South Dragons | State Netball and Hockey Centre (3.096 spett.) |

#### Gara 3
| Melbourne 8 marzo 2009 | South Dragons | 84 – 67 | Melbourne United | Hisense Arena (8.201 spett.) |

#### Gara 4
| Melbourne 11 marzo 2009 | Melbourne United | 108 – 95 | South Dragons | State Netball and Hockey Centre (3.500 spett.) |

#### Gara 5
| Melbourne 13 marzo 2009 | South Dragons | 102 – 81 | Melbourne United | Hisense Arena (8.922 spett.) |

## Vincitore
| Campioni NBL 2008-2009    |
| ------------------------- |
| South Dragons (1º titolo) |

## Statistiche
| Categoria               | Giocatore          | Squadra               | Stat  |
| ----------------------- | ------------------ | --------------------- | ----- |
| Punti per gara          | Kirk Penney        | New Zealand Breakers  | 24,2  |
| Rimbalzi per gara       | Chris Anstey       | Melbourne Tigers      | 11,0  |
| Assist per gara         | Shane Heal         | Gold Coast Blaze      | 5,7   |
| Palle rubate per gara   | Damian Martin      | Sydney Spirit         | 1,9   |
| Stoppate per gara       | Chris Anstey       | Melbourne Tigers      | 1,8   |
| Percentuale dal campo   | David Gruber       | Sydney Spirit         | 61,1% |
| Percentuale da 3        | Oscar Forman       | New Zealand Breakers  | 47,8% |
| Percentuale tiri liberi | Bradley Williamson | Townsville Crocodiles | 88,5% |

## Premi
- NBL Most Valuable Player: Kirk Penney, New Zealand Breakers
- NBL Defensive Player of the Year: Adam Gibson, South Dragons
- NBL Most Improved Player of the Year: Matt Knight, Sydney Spirit
- NBL 6th Man of the Year: Phill Jones, New Zealand Breakers
- NBL Rookie of the Year: Aaron Bruce, Adelaide 36ers
- NBL Finals MVP: Donta Smith, South Dragons
- NBL Coach of the Year: Brian Goorjian, South Dragons

- All-NBL First Team
  - Ebi Ere, Melbourne Tigers
  - Mark Worthington, South Dragons
  - C.J. Bruton, New Zealand Breakers
  - Kirk Penney, New Zealand Breakers
  - Chris Anstey, Melbourne Tigers

- All-NBL Second Team
  - Luke Schenscher, Adelaide 36ers
  - Adam Ballinger, Adelaide 36ers
  - Corey Williams, Townsville Crocodiles
  - Shawn Redhage, Perth Wildcats
  - Glen Saville, Wollongong Hawks

- All-NBL Third Team
  - Matt Knight, Sydney Spirit
  - James Harvey, Gold Coast Blaze
  - David Barlow, Melbourne Tigers
  - Joe Ingles, South Dragons
  - Adam Gibson, South Dragons